# Сенчъри Сити
Сенчъри Сити е административен окръг в Лос Анджелис, предимно търговско-жилищен по предназначение.
Намира се между Уестууд на запад, Ранчо Парк на югозапад, Чевиът Хилс и Бевърлиууд на югоизток, Бевърли Хилс на североизток.